# Pod Plebanią
Pod Plebanią – część wsi Szaniec w Polsce, położona w województwie świętokrzyskim, w powiecie buskim, w gminie Busko-Zdrój.
W latach 1975–1998 Pod Plebanią administracyjnie należało do województwa kieleckiego.